# Bateria B-47-1
Bateria B-47-1 – bateria sprzężona fortu 47 (bateria 1) powstała w 1903 roku. 
Bateria obrony dalekiej, 6-działowa, prostokątna, z fosą klasyczną, wałem ziemnym, pięcioma poprzecznicami, w tym trzema w formie schronów prostopadłościennych, jednokondygnacyjnych, kamienno-stalobetonowych. 1902-03. Pomiędzy fortami 47a i 47, bliżej 47; przy łuku dawnego przebiegu traktu warszawskiego.